# 孙友元
孙友元（1951年—），湖北京山人，汉族，中华人民共和国政治人物、第十一届全国人民代表大会湖北地区代表。
毕业于武汉大学法律专业，是中共党员。担任湖北京山轻工机械股份有限公司董事长。2008年起担任全国人大代表。